# Tyrannochthonius rex
Tyrannochthonius rex är en spindeldjursart som beskrevs av Harvey 1989. Tyrannochthonius rex ingår i släktet Tyrannochthonius och familjen käkklokrypare. Inga underarter finns listade i Catalogue of Life.